# Lockheed Model 18 Lodestar
Локхид Модель 18 Лодстар — (англ. Lockheed Model 18 Lodestar). Двухмоторный, 17-местный гражданский или военный пассажирский или транспортный самолёт.

## История создания и применение
Последний в линейке двухмоторных коммерческих авиалайнеров компании Локхид, Модель 18 Лодстар явилась продолжением и развитием Модели 14. Первый прототип поднялся в воздух 21 сентября 1939 года и представлял собой сильно доработанный вариант самолёта Локхид Модель 14-H2. Модель 18 имела более длинный фюзеляж и была способна разместить до 14 пассажиров и управлялась экипажем из трех человек.
Военное министерство США впервые проявило интерес к Лодстар в 1940 году, когда ВМС США заказали три самолёта в варианте командного транспорта. Вскоре аналогичная поставка была осуществлена для Корпуса береговой охраны. Эти самолёты приводились в движение двумя двигателями Wright R-1870. За этими самолётами последовали 12 в модификации R50-4, 41 в модификации R50-5 и 35 в модификации R50-6. последние три модели являлись соответственно 4-, 7-местным самолётом командного состава, 12-14-местным  пассажирским транспортом и 18-местным транспортом, использовавшимся Корпусом морской пехоты как десантный самолёт. В зависимости от применявшихся двигателей и основного предназначения Модель 18 выпускалась и использовалась под различными обозначениями.
Локхид Модель 18 использовалась также в ВВС Нидерландов и Великобритании в качестве санитарного самолёта и самолёта для перевозки командного офицерского состава.

## Операторы
- Нидерланды
- Военно-воздушные силы Великобритании (RAF)
- Военно-воздушные силы Австралии (RAAF)
- Военно-воздушные силы США
- Военно-воздушные силы Армии США[англ.]
- Корпус морской пехоты США
- Военно-морской флот США

## Технические характеристики

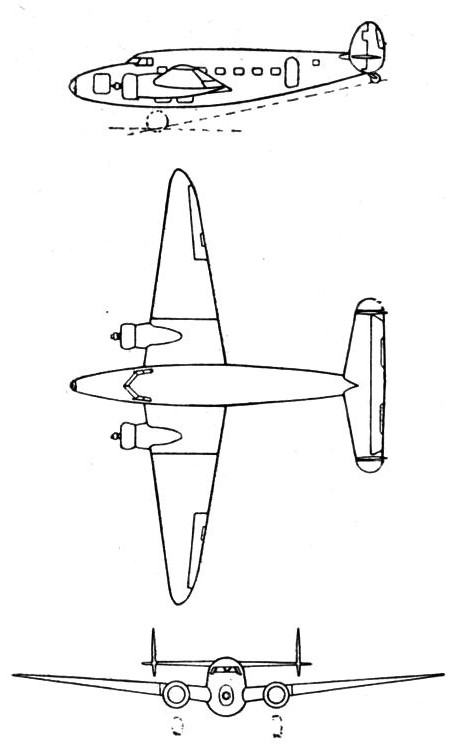
Lockheed Lodestar

Приведённые ниже характеристики соответствуют модификации Lockheed Model 18 Lodestar (C-56):
- Двигатель: 2 Wright R-1820-71 радиальных поршневых двигателя, мощностью 1200 л. с.
- Максимальная скорость: 407 км/ч
- Максимальная дальность: 2575 км
- Практический потолок: 7100 м
- Максимальный взлетный вес: 7938 кг
- Вес пустого: 5284 кг
- Размах крыльев: 19,96 м
- Максимальная длина: 15,19 м
- Максимальная высота: 3,38 м
- Площадь крыла: 51,10 м²
- Вооружение: отсутствовало